# 毛河光
毛河光（1942年6月14日—），地球物理学家，美國科學院院士，台灣中央研究院院士，中國科學院外籍院士。目前是美國卡内基科学研究所地球物理實驗室的負責人。

## 生平
1942年生於上海，1960年畢業於台灣建國中學，1964年畢業於台灣大學地質系。

## 研究
致力於高壓技術的發展及其在眾多科學研究領域的應用，目前取得的主要科學成就有：解決了百萬大氣壓的產生和標定問題，獲得了550萬大氣壓的國際最高靜態壓力； 創建了多種微區原位測量高壓下物質結構和性質的實驗方法與實驗系統，並在高壓物理、高壓化學、高壓材料科學、地球和行星內部結構等領域做出了大量先驅性的工作；解決了人造鑽石快速長大的難題。

## 獲獎紀錄

### 院士
- 2008年，倫敦皇家學會外籍院士
- 1996年，中國科學院外籍院士
- 1994年，台灣中央研究院院士
- 1993年，美國國家科學院院士

### 獎章
- 2007年，美國地球物理聯盟英厄·萊曼獎章。
- 2005年，瑞典皇家科學院愛明諾夫獎，亦為首位得獎華人。
- 2005年，美國礦物學會羅勃林獎（Roebling Medal），亦為首位得獎華人。
- 2005年，礦物物理學巴尔赞奖。

## 家庭
其兄長為中央研究院歷史語言研究所前研究員毛漢光。其父親為毛森，是中華民國陸軍上將，但是毛森晚年因為得罪蔣經國，流亡海外，於1968年最後定居美國，安享晚年。

## 外部連結
- 毛河光個人網頁